# Enterprise architecture
L'enterprise architecture è la descrizione della struttura di un'organizzazione, dei suoi processi operativi, dei sistemi informativi a supporto, dei flussi informativi, delle tecnologie utilizzate, delle localizzazioni geografiche e dei suoi obiettivi.
Attraverso la conoscenza architetturale di un'organizzazione complessa, quale un'impresa, è possibile: regolare l'evoluzione strategica del parco applicativo, i processi di crescita ed efficientamento, controllare i rischi operativi, garantire la qualità di dati e processi e verificare la conformità alle normative.
Per modellare efficacemente un'impresa è indispensabile definire un metamodello, mediante il quale definire le classi informative, le loro proprietà, classificazioni e relazioni.
È di indubbio vantaggio, per gestire le informazioni architetturali di un'impresa, avere esperienza sui framework architetturali esistenti, essere dotati di una suite di modellazione specializzata e disporre di una metodologia di implementazione graduale per poter gestire le molteplici classi informative ed i contenuti correlati, rendendo possibile la creazione e l'aggiornamento di un repository strutturato e condiviso.